# Stormyrtjärnen (Ströms socken, Jämtland, 709071-146940)
Stormyrtjärnen är en sjö i Strömsunds kommun i Jämtland och ingår i Ångermanälvens huvudavrinningsområde.